# 黃家強 x 黃貫中This is Rock & Roll Live in Hong Kong 2009
黃家強 x 黃貫中This is Rock & Roll Live in Hong Kong 2009是由香港Beyond前成員黃家強、黃貫中於2009年在香港體育館的演唱會，當時在2009年7月24日連開三場，嘉賓邀請台灣五月天及香港歌手陳奕迅等。

## 演出製作
《黃家強 x 黃貫中This is Rock & Roll Live in Hong Kong 2009》首站於香港舉辦，於2009年7月24日至7月26日舉辦三場，這場演唱會為Beyond前成員黃家強、黃貫中傳出不和前的最後一個演唱會，經此演唱會後的兩人於微博發生爭執，至今仍未重組。

## 巡迴場次
| 場次 | 日期          | 國家／地區 | 城市 | 場館           | 備註                   |
| ---- | ------------- | ---------- | ---- | -------------- | ---------------------- |
| 1    | 2009年7月24日 | 香港       | 香港 | 紅磡香港體育館 | 嘉賓：五月天           |
| 2    | 2009年7月25日 | 香港       | 香港 | 紅磡香港體育館 | 嘉賓：黃耀明           |
| 3    | 2009年7月26日 | 香港       | 香港 | 紅磡香港體育館 | 嘉賓：太極樂隊、陳奕迅 |
| 4    | 2010年3月20日 | 中国       | 廣州 | 中山紀念堂     |                        |
| 5    | 2011年1月15日 | 马来西亚   | 古晉 | 團結體育館     |                        |

## 演唱歌曲(香港)
- 永遠等待
- 金屬狂人
- 早班火車
- 灰色軌跡
- 早班火車
- 不再猶豫
- 霧
- 冷雨夜
- 早班火車
- 不再猶豫
- 沉溺
- 麻醉
- 夜長夢多
- 他的吉他
- 信則有
- 衝開一切II
- In Name Of Rock
- 踩界
- 目空一切
- 阿博二世
- 我是憤怒
- 無得比
- 醒你
- 衝開一切
- 打不死
- 喜歡你[第三場With 太極樂隊]
- 情人[第一場With 五月天,第二場With 黃耀明,第三場With 陳奕迅]
- 真的愛你[第二場With 黃耀明,第三場With 太極樂隊And陳奕迅]/溫柔+想你[第一場With 五月天]
- 海闊天空
- 再見理想
- AMANI
- 光輝歲月

## 資料來源
1. ↑  . 新浪新聞.   [2025-02-23].
2. ↑  . 大紀元.   [2025-02-23].
3. ↑  . 大紀元.   [2025-02-23].